# James Tenney
Pour les articles homonymes, voir Tenney.
James Tenney (né le 10 août 1934 à Silver City au Nouveau-Mexique – mort le 24 août 2006 à Valencia en Californie) est un compositeur et un théoricien de la musique américain, spécialiste de la musique de Conlon Nancarrow. Il a enseigné dans plusieurs universités, dont l'université de Californie.

## Biographie
Il étudie à la Juilliard School. Il étudie la composition auprès de Lejaren Hiller, Harry Partch, Carl Ruggles, Henry Brant, John Cage et Edgard Varèse. Il fait partie des artistes qui ont interprété Pendulum Music de Steve Reich en 1969 au Whitney Museum, avec Bruce Nauman, Michael Snow et Richard Serra. Il meurt en 2006 d'un cancer du poumon.

## Vie privée
Il a vécu avec Carolee Schneemann, pour qui il a composé plusieurs musiques.

## Hommages
Charles Ives lui a dédié des œuvres, que Tenney a jouées ou dirigées.

## Œuvres
- Ergodos II with Instrumental Responses, pour violon et piano, 1964
- Maximusic, pour ensemble à percussion, 1965 ;
- Koan, pour violon et piano, 1971 ;
- Chorale, pour violon et piano, 1974 ;
- Three pieces for Drum Quartet, pour ensemble à percussion, 1974-1975 ;
- Rune, pour ensemble à percussion, 1988 ;
- Pika Don, pour ensemble à percussion, 1991 ;
- 3 Pages in the Shape of a Pear, pour violon et piano, 1995 ;
- Diaphonic Toccata, pour violon et piano, 1997 ;
- Diaphonic Trio, 1997.

## Discographie
- James Tenney - Music for violin & piano - Marc Sabat Stephen Clarke, Label [now]ART, 1999 ;
- James Tenney - Pika-Don - Maelström Percussion Ensemble conducted by Jan Williams, Label [now]ART, 2004.